# Fotocatálisis

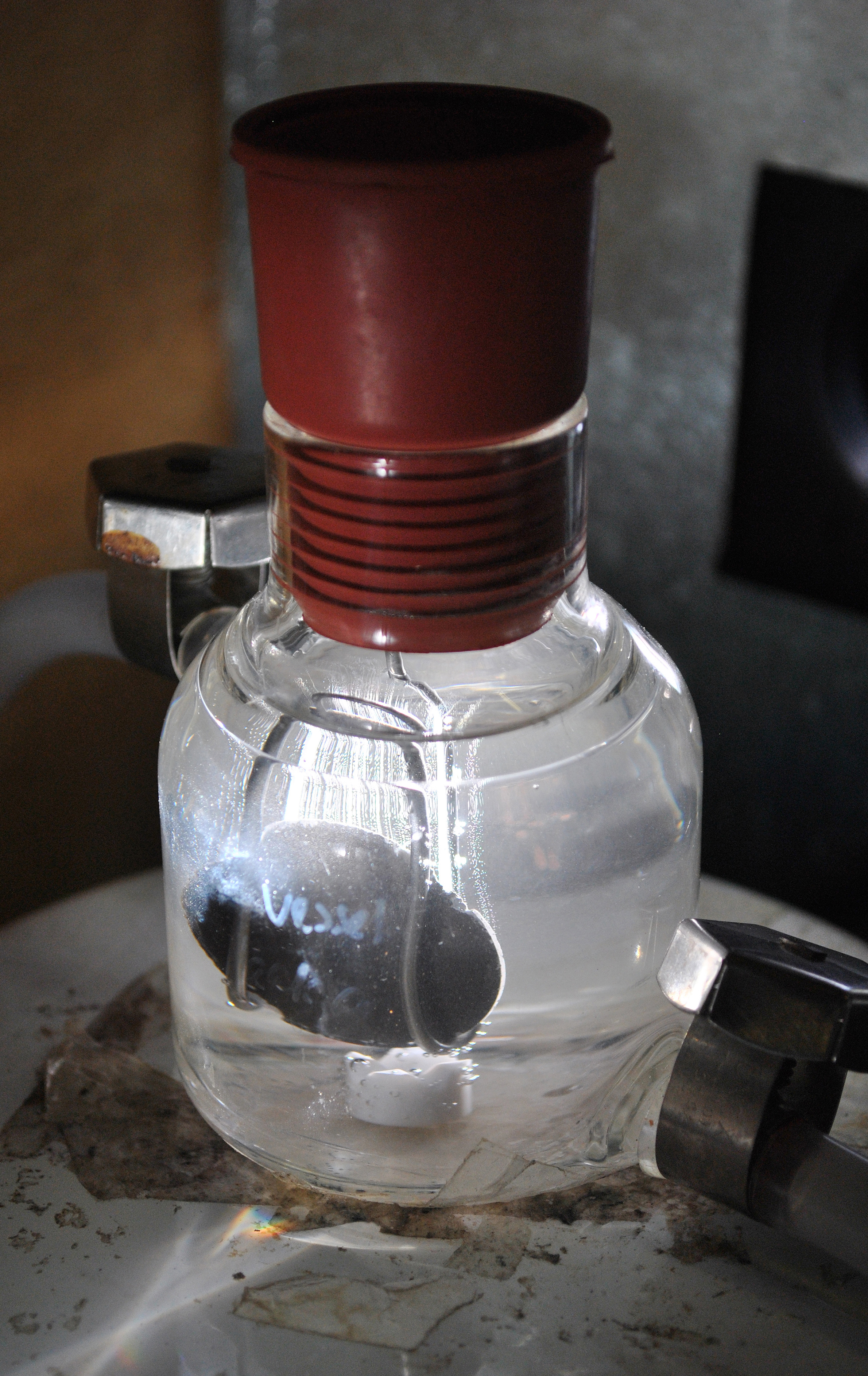
En el experimento, los fotones de una fuente de luz (fuera del marco en el lado derecho) son absorbidos por la superficie del disco de dióxido de titanio, excitando los electrones dentro del material. Estos reaccionan con las moléculas de agua, dividiéndola en sus componentes de hidrógeno y oxígeno. En este experimento, los productos químicos disueltos en el agua impiden la formación de oxígeno, que de otra manera se recombinaría con el hidrógeno.

Cuando se habla de fotocatálisis se hace referencia a una reacción catalítica que involucra la absorción de luz por parte de un catalizador o sustrato. 
En la química, la fotocatálisis es la aceleración de una fotorreacción en presencia de un catalizador. En la catálisis fotogenerada, la actividad fotocatalítica (PCA) depende de la capacidad del catalizador para crear pares electrón-hueco, que generan radicales libres (por ejemplo, radicales hidroxilo : • OH) capaces de sufrir reacciones secundarias. Se hizo posible su aplicación práctica por el descubrimiento de la electrólisis del agua por medio de dióxido de titanio . El proceso utilizado comercialmente se llama el proceso de oxidación avanzada (AOP). Hay varias formas de que la AOP se puede llevar a cabo, los cuales pueden (pero no necesariamente) implicar el TiO 2 o incluso el uso de la luz UV. En general, el factor de definición es la producción y el uso del radical hidroxilo.
Durante el proceso fotocatalítico, tal como se explica más adelante, ocurren tanto reacciones de oxidación como de reducción, por lo que no sólo se puede aplicar la fotocatálisis a la oxidación de compuestos orgánicos, sino también a la reducción de iones inorgánicos y a la reducción de otros compuestos orgánicos.

## Proceso fotocatalítico
La fotocatálisis implica la combinación de la fotoquímica con la catálisis.  Ambos, luz y catalizador, son necesarios para alcanzar o acelerar una reacción química.  Así, la fotocatálisis puede ser definida como la aceleración de una fotorreacción mediante un catalizador.
La etapa inicial del proceso consiste en la generación de un par electrón-hueco en las partículas del semiconductor. Cuando un fotón con energía {\displaystyle E=h\nu }, que iguala o supera la energía del salto de banda del semiconductor, {\displaystyle E_{g}}, incide sobre éste, se promueve un electrón, e-, de la banda de valencia hacia la banda de conducción, generándose un hueco, h+, en la banda de valencia. La energía de banda prohibida se define como la diferencia energética de la banda de valencia y la banda de conducción de un fotocatalizador.

## Tipos de fotocatálisis

### Fotocatálisis homogénea
En la fotocatálisis homogénea, los reactivos y los fotocatalizadores existen en la misma fase. Los fotocatalizadores homogéneos más comúnmente usados son el ozono y los sistemas de foto-Fenton (Fe+ y Fe+/H2O2). La especie reactiva es el •OH que se utiliza para diferentes propósitos. El mecanismo de producción de radicales hidroxilo por el ozono puede seguir dos caminos.
O3 + hν → O2 + O(1D)
O(1D) + H2O → •OH + •OH
O(1D) + H2O → H2O2
H2O2 + hν → •OH + •OH
Análogamente, el sistema Fenton produce radicales hidroxilo por el siguiente mecanismo.
Fe2+ + H2O2→ HO• + Fe3+ + OH−
Fe3+ + H2O2→ Fe2+ + HO•2 + H+
Fe2+ + HO• → Fe3+ + OH−
En los procesos de tipo foto-Fenton, se deben considerar fuentes adicionales de radicales OH: a través de la fotólisis de H2O2, y a través de la reducción de los iones Fe3+ bajo la luz UV:
H2O2 + hν → HO• + HO•
Fe3+ + H2O + hν → Fe2+  + HO• + H+
La eficiencia de los procesos de tipo Fenton está influenciada por varios parámetros operativos como la concentración de peróxido de hidrógeno, el pH y la intensidad de los rayos ultravioleta. La principal ventaja de este proceso es la capacidad de utilizar la luz solar con una sensibilidad lumínica de hasta 450 nm, evitando así los altos costos de las lámparas UV y la energía eléctrica. Se ha demostrado que estas reacciones son más eficientes que las de otras fotocatálisis, pero las desventajas del proceso son los bajos valores de pH que se requieren, ya que el hierro precipita a valores de pH más altos y el hecho de que el hierro tiene que ser eliminado después del tratamiento.

### Fotocatálisis heterogénea
La fotocatálisis heterogénea tiene el catalizador en una fase diferente de los reactivos. Este tipo de fotocatális es una disciplina que incluye una gran variedad de reacciones: oxidaciones leves o totales, deshidrogenación, transferencia de hidrógeno,  intercambio isotópico de 18O2-16O2 y deuterio-alcano, la deposición de metales, la desintoxicación del agua, la eliminación de contaminantes gaseosos.

En un mecanismo de la reacción oxidativa, los agujeros positivos reaccionan con la humedad presente en la superficie y producen un radical hidroxilo. La reacción comienza con la generación de excitones fotoinducidos en la superficie del óxido metálico (MO significa óxido metálico): 
MO + hν  →  MO (h+ + e−)
Reacciones oxidativas por efecto fotocatalítico: 
h+ + H2O → H+ + •OH
2 h+ + 2 H2O → 2 H+ + H2O2
H2O2→ 2 •OH
Reacciones reductoras por efecto fotocatalítico: 
e− + O2 → •O2−
•O2− + H2O + H+ → H2O2 + O2
H2O2 → 2 •OH
En última instancia, los radicales de hidroxilo se generan en ambas reacciones. Estos radicales hidroxilo son de naturaleza muy oxidativa y no selectiva con un potencial redox de (E0 = +3,06 V)[22]

## Aplicaciones
- Tratamiento de aguas residuales.
- Uso del dióxido de titanio en vidrio autolimpiante. Los radicales libres generados a partir de TiO2, oxidan la materia orgánica.
- Desinfección del agua por medio de fotocatalizadores de dióxido de titanio, una forma de desinfección solar del agua.
- Utilización de dióxido de titanio en revestimientos fotocatalíticos autoesterilizantes (para su aplicación en superficies de contacto con alimentos y en otros entornos en los que se propagan patógenos microbianos por contacto indirecto).
- Oxidación de contaminantes orgánicos mediante partículas magnéticas recubiertas con nanopartículas de dióxido de titanio y agitadas mediante un campo magnético al ser expuestas a la luz ultravioleta.